# エリーザベト・フォン・バイエルン (1383-1442)
エリーザベト・フォン・バイエルン（Elisabeth von Bayern, 1383年 - 1442年11月13日）は、ドイツ・バイエルン＝ランツフート公爵家の公女。初代のブランデンブルク選帝侯フリードリヒ1世の妻。美貌で知られ、「佳人エルゼ（Schöne Else）」と謳われた。

## 生涯
バイエルン公フリードリヒとその2番目の妻マッダレーナ・ヴィスコンティの間の長女としてトラウスニッツ城で生まれた。同名の異母姉エリーザベトがいたが、誕生の前年に嫁ぎ先で死去している。1401年9月18日、ニュルンベルク城伯フリードリヒ6世と結婚、夫は1415年にブランデンブルク選帝侯に昇格した。
夫君がイタリアやハンガリーへの軍事遠征、コンスタンツ公会議への出席と長期にわたって領内を不在にしていたため、代わりに妻のエリーザベトがその賢明さ、有能さをもって領内の深刻な諸問題に対処した。

## 子女
夫との間に10人の子女があった。
- エリーザベト（1403年 - 1449年） - 1418年にレグニツァ公ルドヴィク2世と結婚、1438年にチェシン公ヴァツワフと再婚
- ヨハン（1406年 - 1464年） - 「錬金術伯（Johann der Alchemist）」、クルムバッハ辺境伯
- ツェツィーリエ（1407年 - 1449年） - 1423年、ブラウンシュヴァイク＝ヴォルフェンビュッテル公ヴィルヘルム1世と結婚
- マルガレーテ（1410年 - 1465年） - 1423年にメクレンブルク公アルブレヒト5世と結婚、1441年にバイエルン＝インゴルシュタット公ルートヴィヒ8世と再婚、1446年にヴィルデンフェルス伯マルティンと三婚
- マグダレーナ（1412年 - 1454年） - 1426年、ブラウンシュヴァイク＝リューネブルク公フリードリヒ2世と結婚
- フリードリヒ2世（1413年 - 1471年） - 「鉄歯侯（Friedrich II. Eisenzahn）」、ブランデンブルク選帝侯
- アルブレヒト3世（1414年 - 1486年） - 「アキレウス（Albrecht Achilles）」、アンスバッハ辺境伯、クルムバッハ辺境伯、ブランデンブルク選帝侯
- ドロテア（1420年 - 1491年） - 1432年、メクレンブルク公ハインリヒ4世と結婚
- フリードリヒ（1424年 - 1463年） - 「肥満伯（Friedrich der Fette）」、アルトマルク（ドイツ語版）領主